# Lubor Tesař
Lubor Tesař (* 11. Mai 1971 in Pilsen) ist ein ehemaliger tschechischer Radrennfahrer.
Bereits 1988 konnte er den nationalen Titel in der Mannschaftsverfolgung mit seinem Verein Dukla Prag gewinnen, als er (obwohl noch Jugendfahrer) im Team eingesetzt wurde. Einen großen Sieg konnte Lubor Tesař schon mit 19 Jahren im Einzelzeitfahren und der Gesamteinzelwertung der Niedersachsen-Rundfahrt 1991 landen, womit er noch heute den Rekord als jüngster Sieger dieser Rundfahrt hält. 1992 gewann er den traditionsreichen Bahnradsportwettbewerb 500+1 Kolo in Brno.
2003 wurde er Tschechischer Meister im Straßenrennen. Zur Saisoneröffnung 1993 und 1995 gewann er jeweils das Rennen Velká Bíteš–Brno–Velká Bíteš. 2002 gewann er Rund um Düren.
Tesař fuhr im Laufe seiner Karriere seit 1996 für insgesamt acht verschiedene internationale Radsportteams. Zuletzt war er bei dem deutschen Continental Team Wiesenhof-Akud unter Vertrag. 2006 beendete er seine Karriere.
Lubor Tesař lebt mit seiner Frau und seiner Tochter in Vyškov.

## Familiäres
Er ist der Bruder von Pavel Tesař, der ebenfalls Radrennfahrer war.

## Erfolge
1988
- Tschechischer Meister – Mannschaftsverfolgung

1992
- Gesamtwertung Slowakei-Rundfahrt

2000
- zwei Etappen Tour of Serbie

2001
- Trophy Riviera
- GP Nezamyslice
- GP Milevslo
- zwei Etappen Giro del Capo
- eine Etappe Tour de Saudi Arabia
- eine Etappe Vysonica Tour

2002
- Rund um Düren
- drei Etappen GP Cycliste de Beauce

2003
- Tschechische Nationalmeisterschaft Straße
- eine Etappe Grand Prix Cycliste de Beauce

2004
- Giro del Capo
- Gesamtwertung und eine Etappe Tour de Bohemia

2005
- Sparkassen Giro Bochum

2006
- eine Etappe Friedensfahrt

## Ehrungen
Er wurde 1993 Gewinner der jährlichen Umfrage zum Král cyklistiky (Radsportkönig) des Radsportverbandes Československý svaz cyklistiky.